# Послы Казахстана в Китае
В статье представлен список послов Казахстана в Китае.

## Хронология дипломатических отношений
- 3 января 1992 года — установлены дипломатические отношения между Республикой Казахстан и Китайской Народной Республикой.

## Дипломатические представительства Казахстана в Китае
В Китае действуют следующие представительства Республики Казахстан
- Посольство Республики Казахстан в Пекине.
- Генеральные Консульства Республики Казахстан в Гонконге и Шанхае.
- Паспортно-визовая служба Республики Казахстан в Урумчи.

## Список послов
| Срок полномочий                 | Посол                        |
| ------------------------------- | ---------------------------- |
| декабрь 1992 — 1995             | Мурат Мухтарович Ауэзов      |
| 1995—2001                       | Куаныш Султанович Султанов   |
| ноябрь 2001 — январь 2007       | Жаныбек Салимович Карибжанов |
| февраль 2007 — 23 ноября 2011   | Икрам Адырбекович Адырбеков  |
| 21 апреля 2012 — 19 ноября 2014 | Нурлан Байузакович Ермекбаев |
| 21 февраля 2015 — 1 ноября 2019 | Шахрат Шакизатович Нурышев   |
| 1 ноября 2019 — 8 апреля 2022   | Габит Бейбутович Койшыбаев   |
| С 8 апреля 2022                 | Шахрат Шакизатович Нурышев   |